# 109 Девы
109 Девы (лат. 109 Virginis), HD 130109 — тройная звезда в созвездии Девы на расстоянии приблизительно 142 световых лет (около 43,5 парсек) от Солнца. Визуальная звёздная величина звезды — +3,735m.

## Характеристики
Первый компонент — белая звезда спектрального класса A0IIInn, или A0III, или A0V, или A0Si, или A0. Масса — около 2,4 солнечной, радиус — около 2,657 солнечного, светимость — около 46,774 солнечной. Эффективная температура — около 9091 K.
Второй компонент. Масса — около 0,62 солнечной.
Третий компонент — коричневый карлик. Масса — около 29,71 юпитерианской. Удалён в среднем на 2,157 а.е..